# Османское междуцарствие
Османское междуцарствие (осман. فترت دوره‌سی‎, тур. Fetret Devri, Bunalım Devri, Fasıla-i Saltanat) — период гражданских войн в истории Османской империи, начавшийся в 1402 году после поражения султана Баязида I от Тамерлана в Ангорской битве и завершившийся в 1413 году.
После победы при Анкаре Тамерлан восстановил большинство анатолийских бейликов, ранее завоёванных османами, и разделил оставшиеся османские земли между тремя сыновьями Баязида Сулейманом, Исой и Мехмедом. Сулейман контролировал османские провинции в Румелии, а Иса и Мехмед — в Анатолии. К борьбе за власть присоединился ещё один сын Баязида — Муса. В 1413 году победителем вышел Мехмед I, чем завершил период междуцарствия.

## История

### Раздел империи

Анатолия после 1402 года

В битве при Анкаре султан Баязид участвовал вместе со своими сыновьями Сулейманом, Исой, Мусой, Мехмедом и Мустафой. Когда стало понятно, что битва проиграна, османские военачальники Эйне-бей, Чандарлы Али-паша, ага янычар Хасан, Кара Тимурташ-паша и Эвренос спасли с поля битвы вместе с остатками армии Сулеймана Челеби, поскольку считали его наследником Баязида. Он первым из спасшихся сыновей султана отправился в столицу османов — Бурсу. Узнав, что внуки Тамерлана преследуют его, он покинул Анатолию, забрав из Бурсы казну. Сулейман пересёк Дарданеллы и прибыл в Галлиполи во главе значительной армии. Он предложил византийцам заключить мирный договор, по которому обязался отдать им флот, Галлиполи и часть Румелии. Но переговоры затянулись, поскольку император Мануил II был в Европе, а правивший вместо него его племянник Иоанн VII не решался подписать договор. В январе или феврале 1403 года Галлипольский договор с византийцами был заключён и подписан соправителем Мануила Иоанном VII. Византия получала захваченные ранее османами Фессалонику, Каламарию, территорию от реки Галикос до области Вардарес, побережье Мраморного моря до Месембрии на Чёрном море. Византийцы и генуэзцы были освобождены от дани. Венецианцам переходили все их территории, ранее завоёванные у них османами, дополнительно — Афины и территория напротив Негропонте. Сулейман оставил византийцам как заложников брата Касыма (в некоторых источниках Орхана) Челеби и сестру Фатьму Султан.
Иса Челеби после поражения османской армии и пленения Баязида бежал и спрятался в Балыкесире (на территории Карасыогуллары). В ноябре 1402 года он уже контролировал азиатское побережье Босфора.
Сулейман Челеби контролировал османские провинции в Румелии (столица в Эдирне), в Анатолии османские территории были разделены между Исой Челеби (столица в Бурсе) и Мехмедом Челеби (столица в Амасье). От Сулеймана и Исы к Тамерлану приезжали послы с дарами. Тамерлан дал каждому из братьев ярлык на правление. Но, признав правителями частей Османской империи сыновей Баязида, Тамерлан восстановил все ранее покорённые османами бейлики. После ухода Тамерлана начался период активного противостояния сыновей Баязида друг с другом.

### Борьба Исы с Мусой

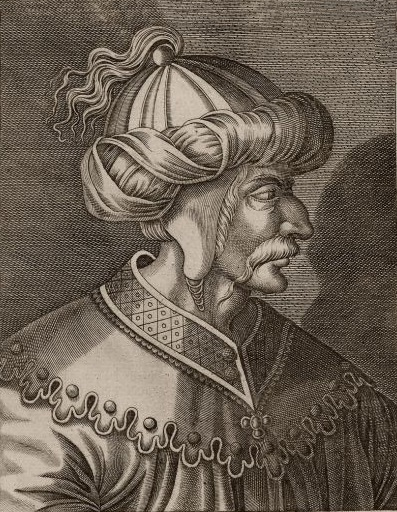
Изображение Исы в издании труда Халкокондила, 1632

Когда Сулейман Челеби провозгласил свой султанат в Эдирне, Иса Челеби и Муса Челеби боролись за Бурсу. Иса Челеби занял город, когда Тамерлан был в Смирне. На пути в Самарканд Тамерлан освободил Мусу Челеби и отправил его в Бурсу. Муса Челеби победил Ису, но после того, как Тамерлан покинул Анатолию, Иса Челеби вернулся и захватил город. Муса Челеби сначала бежал в Кютахью, а затем к Караманоглу Мехмед-бею.

### Борьба Исы с Мехмедом
Первоначально Иса Челеби имел преимущество перед Мехмедом, поскольку контролировал исходное ядро Османской империи, Вифинию (включая Бурсу), в то время как Мехмед правил периферийными землями. Мехмед Челеби предложил Исе Челеби разделить Анатолию между собой, но тот отказался. Весной 1403 года Мехмед победил своего брата в битве при Лопадиуме (Улуабате) и захватил Бурсу, заставив Ису искать убежища в Ялове, а затем в Константинополе. Сулейман поддержал Ису против Мехмеда, в котором видел своего соперника. Он отправил Ису в Анатолию во главе сильной армии для захвата Бурсы. После неудачной попытки вернуть Бурсу, в мае 1403 года Иса соединился с Джандаридом Исфендияром-беем, но был опять разбит у Гереде. После этого поражения Иса отправился в Смирну, где заключил союз с Джунейд-беем. С помощью Джунейда к альянсу были привлечены Саруханоглу Орхан, Ментешеоглу Ильяс, бей Теке и Гермияноглу Якуб. Возможно, по заданию Сулеймана Джунейд поддерживал Ису Челеби против Мехмеда. Союзники собрали большое войско, численно превосходящее силы Мехмеда, но Мехмед в союзе с беями Карамана и Дулькадира смог победить Ису в битве под Смирной. Иса Челеби пытался бежать, но был узнан, пойман и задушен или утоплен в Эскишехире в 1405/06 году. Тело Исы было доставлено в Бурсу и похоронено рядом с могилой отца. После этого правителям Айдыноглу, Ментешеоглу и Гермияноглу, сотрудничавшим с Исой, пришлось подчиниться Мехмеду Челеби.

### Борьба Сулеймана с Мехмедом

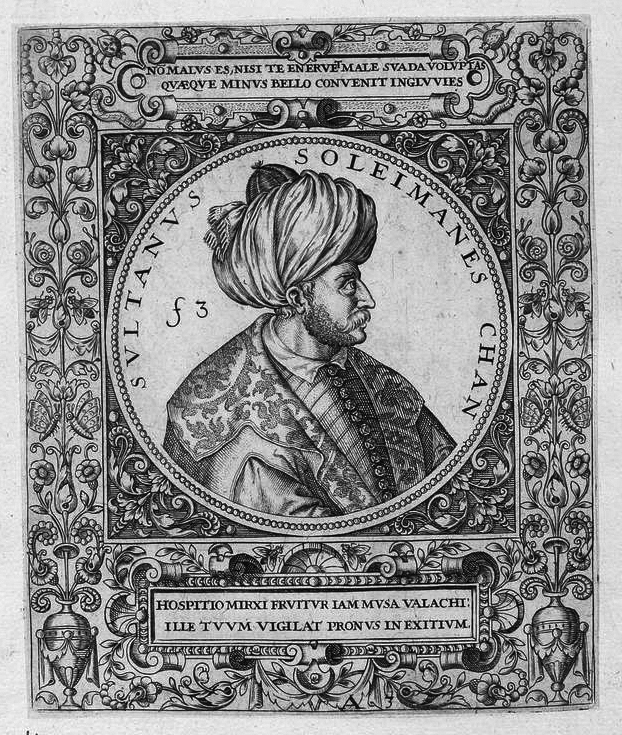
Сулейман-паша

Из Эдирне Сулейман следил за борьбой между своими братьями в Анатолии, а затем, обеспокоенный растущей силой Мехмеда, отправился туда, чтобы сразиться с ним. К марту 1404 года Сулейман взял Бурсу. Когда он прибыл в Анатолию, Мехмед оказался в положении, близком к первым месяцам междуцарствия. Хотя Мехмед «разослал письма во все уголки земли, в которых говорилось: „Пусть армии Анатолии соберутся в Анкаре“», откликнулись лишь немногие из его вассалов. Армия Сулеймана была велика, а Мехмед не смог собрать достаточного числа солдат. Если бы Мехмед остался в Анкаре, то он бы рисковал попасть в плен к своему брату. Поэтому Мехмед отправился со своим двором в Рум, оставив Анкару в руках её бейлербея с 1399 года, Фирузбейзаде Якуб-бея. Мехмед оставил защиту Анкары Якуб-бею, рассчитывая, что Сулейман оставит того управлять крепостью. Когда Сулейман подошёл к Анкаре, жители города решили передать ему город. Якуб с гарнизоном укрылся в крепости и написал Мехмеду письмо с просьбой о помощи. Согласно «Ahval-i Sultan Mehmed», визирь Сулеймана Чандарлы Али Паша перехватил ответ Мехмеда и подменил. В ложном ответе содержался приказ Якубу сдать крепость Сулейману. Оставив в Анкаре губернатором Якуба, Сулейман вернулся в Бурсу. Не имея возможности победить превосходящие силы своего брата, Мехмед отошёл на восток, и противостояние между двумя братьями перешло в пассивную фазу, которая продолжалась до 1410 года.
Поскольку Мехмед ещё не мог оказать серьёзного сопротивления Сулейману Челеби, тот за короткое время подчинил большую часть Анатолии. Согласно Орудж-бею и «Анонимной османской хронике», в это время Мехмед признал верховенство Сулеймана Челеби. После этого между второй половиной 1404 года и летом 1405 года Сулейман Челеби вернулся в Румелию. По словам Константина Философа, возвращение было вызвано восстанием некоторых городов в Болгарии, «под предводительством сыновей болгарских царей». Затем «всё стихло, как после бури, и король Сулейман отправился в поход на Восток».
Согласно донесениям из Республики Рагуза от июня 1407 года, Сулейман Челеби победил Мехмеда Челеби в битве, и последний сбежал и укрылся у Джунейда. К середине 1407 года Джунейд перешёл на сторону Мехмеда Челеби, помирился с Ильясом-беем Ментеше и действовал сообща с ним, поддерживая Мехмеда. Помимо союза с беем Ментеше, Джунейд вовлёк в союз против Сулеймана беев Карамана и Гермияна. По словам Дуки, поддавшись на уговоры Джунейда, Караманид Мехмет-бей выставил 3 тысячм, а Гермиянид Якуб-бей — 10 тысяч солдат. Они присоединились к отряду Джунейда из 5 тысяч человек в Аясолуке. Тем временем Сулейман, возглавлявший армию из 25 тысяч человек, добрался до Смирны через Бурсу и Пергамон. Узнав о прибытии других беев с подкреплением в армию Джунейда, Сулейман произвёл передислокацию войск и построил в окрестности Аясолука укреплённый лагерь. Обе стороны не решались напасть друг на друга, но шпионы Джунейда сообщили ему, что другие правители планируют предать его, схватить и выдать Сулейману. Он сам пришёл к османскому правителю как раскаявшийся грешник. Сулейман был этим тронут и помиловал его.
Несмотря на постоянную борьбу с Мехмедом, Сулейману удалось закрепить свою власть в Анатолии. Поэтому венецианцы стали называть его в 1406 году «императором турок» — Musulmanum Çalabi Imperatorem Turchorum.

### Борьба Сулеймана с Мусой

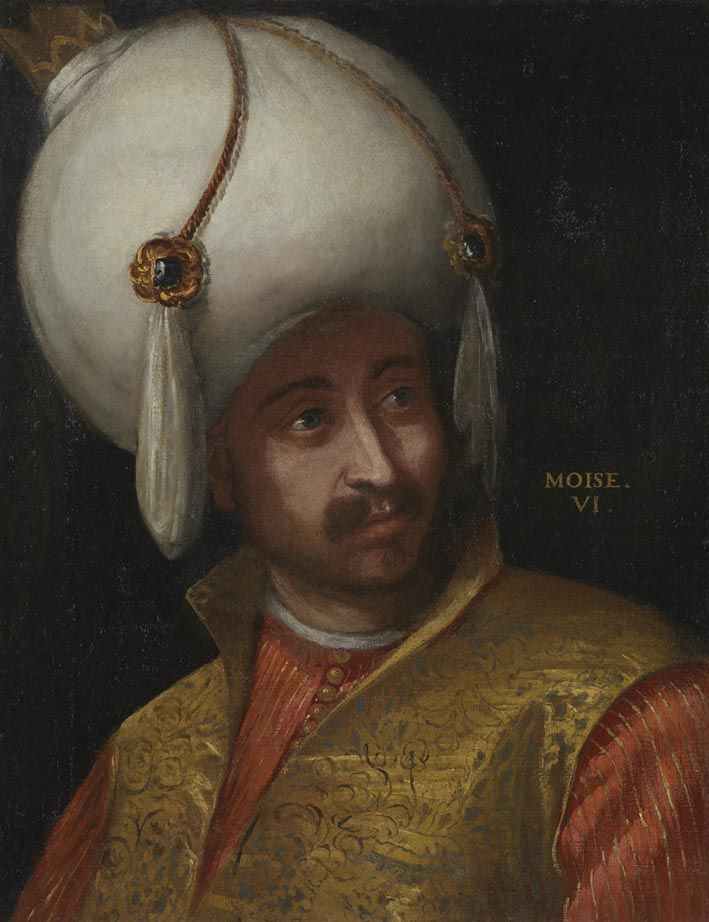
Фантазийное изображение Мусы Челеби. Мастерская Паоло Веронезе

В 1409 году Муса Челеби по заданию Мехмеда пересёк Дунай и появился на территории Сулеймана. Он быстро собрал достаточно последователей и нашёл убежище в Валахии. Мирча, враг Сулеймана, хорошо принял Мусу Челеби и отдал в жёны свою дочь.
С помощью войска своего тестя в период между сентябрём 1409 и январём 1410 года Муса Челеби совершил набег на Месембрию, которую эмир Сулейман Челеби уступил Византии в 1403 году. В феврале 1410 года Муса Челеби вторгся во владения эмира Сулеймана. Ему удалось легко занять Эдирне. К маю того же года Муса Челеби захватил Галлиполи, чтобы помешать эмиру Сулейману, находившемуся на момент нападения в Анатолии, попасть в Румелию. Сулейман был вынужден вернуться в Румелию, чтобы защищать свои владения.
15 июня 1410 года Сулейман Челеби победил Мусу Челеби в битве при Космидионе . Это было первое крупное сражение между братьями. Согласно анонимной хронике «Ahval-i Sultan Mehmed», Муса Челеби проиграл битву, потому что часть беев переметнулась снова к Сулейману Челеби. После битвы при Космидионе Муса Челеби и эмир Сулейман боролись за контроль над Сербией и Болгарией. У Эдирне 11 июля 1410 года между братьями состоялась ещё одна битва. Её Муса Челеби тоже проиграл. До осени 1410 года братья продолжали войну.
В период правления Сулеймана Челеби в Румелии количество набегов на христиан уменьшилось. Его политика в отношении христиан была в целом миролюбивой. Акынджы были этим недовольны, поскольку их доходы зависели от грабежа и военной добычи. В период между 11 июля 1410 и 17 февраля 1411 года Сулейман Челеби лишился поддержки подавляющего большинства сторонников. Они массово перешли на сторону Мусы Челеби, когда он появился у Эдирне. В «последний зимний день» (предположительно, 13 февраля 1411 года) Муса Челеби совершил набег на Эдирне. Сулейман Челеби пытался бежать в Константинополь, но 17 февраля 1411 года был схвачен и убит. Д. Кастрицис писал: «Мы никогда не узнаём наверняка, был он казнён по прямому приказу Мусы или нет». Голову Сулеймана Челеби сначала привезли Мусе в Эдирне, а затем его тело захоронили в Бурсе у тюрбе Мурада I.

### Борьба Мехмеда с Мусой

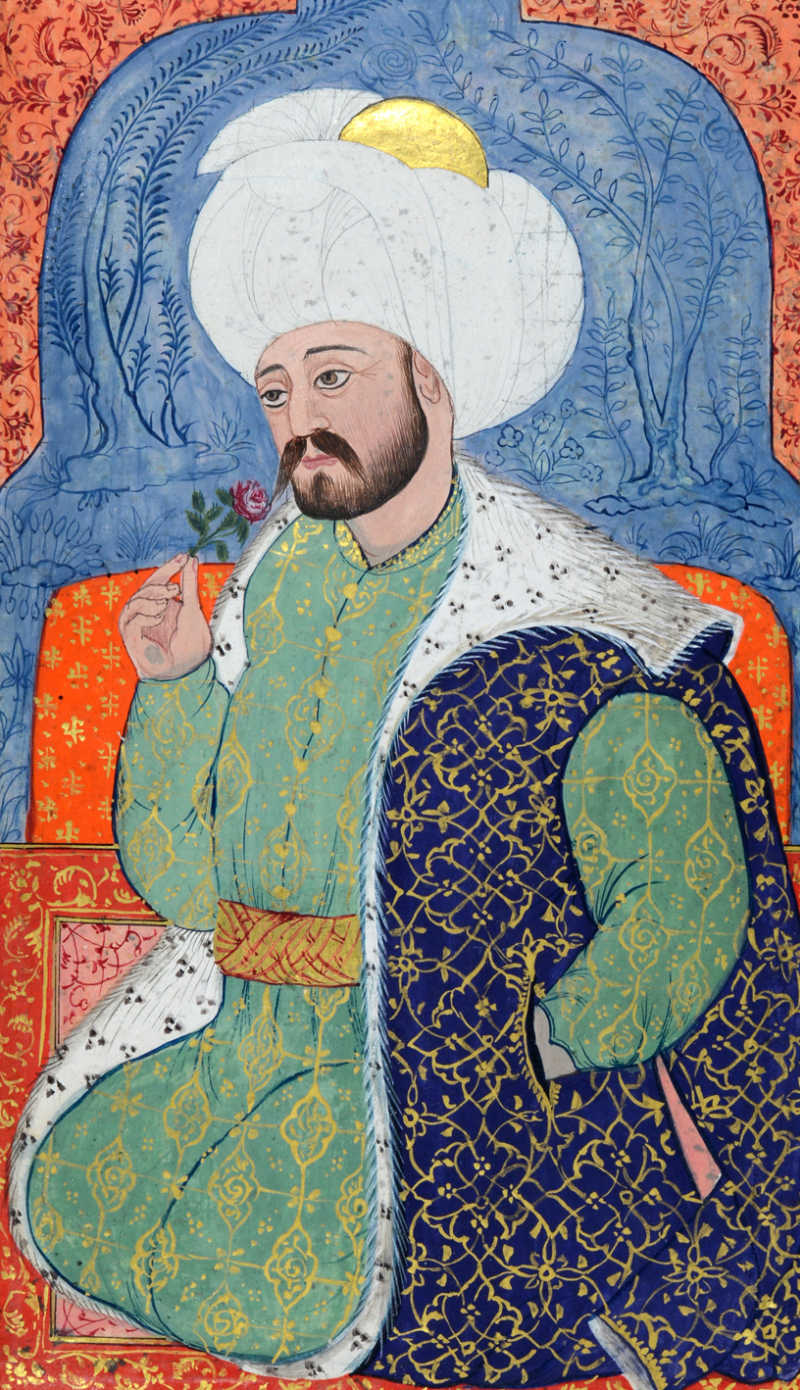
Мехмед I на миниатюре

Муса провозгласил себя в Эдирне султаном. Румелийские сипахи, тимариоты и санджакбеи признали Мусу султаном. Он чеканил монеты (сохранилась монета от 813 года). Муса назначил Кёр Шах Мелика (или Чандарлы Ибрагима) визирем, шейха Бедреддина — кадиаскером, а Михалоглу Мехмед-бея — бейлербеем. Он заключил договоры с Венецией и соседними княжествами.
Сразу после начала правления Мусы люди деспота Стефана Лазаревича стали грабить территории Мусы, а византийский император освободил из-под стражи сына Сулеймана Челеби Орхана, которого отец там оставил в заложниках. Муса Челеби выступил против Стефана Лазаревича и захватил многие из его замков. Затем осенью 1411 года Муса осадил Константинополь, но осада оказалась безуспешной. По словам Халкокондила, византийцы одержали победу в морском сражении у Яссыады. Кроме того, многие сторонники Мусы покинули его.
Узнав, что Муса покинут многими сторонниками, Мехмед Челеби понял, что пришло время напасть на брата. Он с помощью императора Мануила переправился через Босфор и весной 1413 или в октябре 1412 года напал на Мусу в Инджегизе. Муса победил, но после битвы его покинули ещё два уджбея, которые бежали к Стефану Лазаревичу и напали на владения Мусы с сербами. Мехмед Челеби, раненный в битве, был вынужден вернуться в Анатолию из-за мятежа Джунейда. Подавив мятеж, Мехмед Челеби при помощи Мануила снова переправился через Босфор в Румелию. Он напал на Мусу, но был вынужден отступить из-за разлива рек, перегородивших дороги.
Сербский деспот направил посланника к Мехмеду Челеби. Он предложил ему выступить против Мусы с востока одновременно с выступлением сербских, венгерских и боснийских войск. Весной или в начале лета 1413 года Мехмед Челеби снова прибыл в Румелию на судах Мануила. К нему примкнули Паша Йигит, Эвренос, Барак Эвреносоглу, Синан-бей из Триккалы, бывший союзник Мусы брат Джунейда, Измироглу Хамзы-бей, бей Дулкадира Мехмед, на дочери которого Мехмед Челеби был женат. В первом сражении 5 июля 1413 года под горой Витоша близ Софии Муса одержал победу над Мехмедом Челеби. Но, будучи покинут сторонниками, Муса был вынужден отступить сначала в Загру, а оттуда в Дегирмендере и приехал в Чамурлу-ова с небольшим отрядом янычар. По предположению К. Имбера, к измене сторонников Мусы привело то, что он захватил их имущество, пытаясь пополнить казну, опустевшую из-за войн. После последнего боя раненый Муса (он потерял в сражении руку) пытался бежать в Валахию. По одной версии он там и умер. По другой версии он был схвачен людьми Мехмеда Челеби 5 июля 1413 года и задушен. Тело Мусы было доставлено в Бурсу и погребено в тюрбе отца.
Мехмед Челеби объявил в Эдирне себя единственным правителем Османской империи, период междуцарствия закончился. Мехмед стал единственным и бесспорным османским султаном.